# Дуд (филм)
„Дуд“ је југословенски филм из 1980. године. Режирао га је Никола Лоренцин, а сценарио су писали Никола Лоренцин и Драгиша Тодоровић.

## Радња
Јохан, бивши фолксдојчер после тридесетак година након завршетка Другог светског рата опет долази у место у ком се родио и одрастао обилази родну кућу у којој затиче Данета и Јању, колонисте којима је додељена Јоханова кућа. Јохан препознаје дуд у дворишту који је засадио кад је био дете и који у ствари представља у овој причи везу између старог и новог власника. Рађају се питања ко је Јохан и због чега је дошао. Постепено се одмотава клупко Јоханове животне приче, он долази како би се сетио старих времена и дома али и да би се измирио са духовима прошлости.

## Занимљивости
Филм је сниман у месту Обровац у Бачкој.

## Улоге
| Глумац              | Улога                  |
| ------------------- | ---------------------- |
| Петер Карстен       | Јохан, Шваба           |
| Драгомир Фелба      | Дане Бакрач, колониста |
| Гизела Вуковић      | Јања, Данетова жена    |
| Стеван Гардиновачки |                        |
| Стеван Шалајић      |                        |